# SN 2007ir
SN 2007ir – supernowa typu Ia odkryta 12 września 2007 roku w galaktyce UGC 2033. W momencie odkrycia miała maksymalną jasność 17,40m.